# Mikalai Novikau
Mikalai Anatolievich Novikau –en bielorruso, Мікалай Анатольевіч Новікаў– (Dobrush, URSS, 13 de junio de 1986) es un deportista bielorruso que compite en halterofilia.
Ganó tres medallas de bronce en el Campeonato Europeo de Halterofilia entre los años 2009 y 2015. Participó en los Juegos Olímpicos de Londres 2012, ocupando el séptimo lugar en la categoría de 85 kg.

## Palmarés internacional
| Campeonato Europeo | Campeonato Europeo  | Campeonato Europeo | Campeonato Europeo |
| Año                | Lugar               | Medalla            | Categoría          |
| ------------------ | ------------------- | ------------------ | ------------------ |
| 2009               | Bucarest (Rumania)  | Medalla de bronce  | 85 kg              |
| 2010               | Minsk (Bielorrusia) | Medalla de bronce  | 85 kg              |
| 2015               | Tiflis (Georgia)    | Medalla de bronce  | 85 kg              |